# Gusttavo Lima (álbum)
Revelação é o álbum de estreia do cantor e compositor  brasileiro Gusttavo Lima lançado em 2009 e produzido pela Audio Mix. O álbum contém 24 faixas, entre elas a que mais obteve sucesso foi "Rosas, Versos e Vinhos", além dessa, também destacaram-se canções como "Caso Consumado", "Arrasta", "Revelação" e "Cor de Ouro" (essa última viria a ser lançada em 2011 como single do álbum Inventor dos Amores de 2010). E também as regravações do sucesso "Papo de Jacaré" do grupo P.O.Box e do sucesso gospel "Faz um Milagre em Mim" do cantor Regis Danese.

## Controvérsia
Em 2024, o fotógrafo Tinhu Gomes revelou que foi o responsável por fotografar a capa do CD. Segundo ele, foi acordado que ele receberia pelas foto, mas isso nunca aconteceu. Além disso, o fotógrafo contou que reencontrou o sertanejo em outras ocasiões e, em uma delas, chegou a ser expulso do local à mando do artista.

## Faixas
| N.º | Título                                  | Compositor(es)                              | Duração |  |
| 1.  | "Caso Consumado"                        | Gusttavo Lima                               | 3:19    |  |
| 2.  | "Arrasta"                               | Gusttavo Lima, Raynner Souza                | 3:04    |  |
| 3.  | "É Sempre Assim"                        | Gusttavo Lima                               | 3:21    |  |
| 4.  | "Rosas, Versos e Vinhos"                | Ivan Medeiros, Paschoal                     | 3:42    |  |
| 5.  | "Amor ou Ilusão"                        | Gusttavo Lima, Raynner Souza                | 2:58    |  |
| 6.  | "Revelação"                             | Gusttavo Lima, Raynner Souza                | 3:15    |  |
| 7.  | "Cor de Ouro"                           | Gusttavo Lima, Raynner Souza                | 2:52    |  |
| 8.  | "Me Deixe em Paz"                       | Gusttavo Lima                               | 2:58    |  |
| 9.  | "Furacão"                               | Gusttavo Lima                               | 2:46    |  |
| 10. | "Linda Flor"                            | Gusttavo Lima                               | 3:22    |  |
| 11. | "Sem Você Eu Morro"                     | Junior, Guto                                | 2:52    |  |
| 12. | "Pode Ir Embora"                        | Gusttavo Lima                               | 3:00    |  |
| 13. | "Lábios Divididos (Labios Compartidos)" | Maná - versão: Dão Lopes                    | 3:12    |  |
| 14. | "Mal de Amor"                           | Edu Luppa, Marquinhos Maraial, Isac Maraial | 3:08    |  |
| 15. | "Mineirinha"                            | Gusttavo Lima                               | 3:10    |  |
| 16. | "Calafrio"                              | Gusttavo Lima                               | 3:28    |  |
| 17. | "Papo de Jacaré"                        | Carlinhos, Rivanil                          | 3:16    |  |
| 18. | "Amor Perigoso"                         | Gusttavo Lima, D'stefany Lima               | 3:10    |  |
| 19. | "Unidos Para Sempre"                    | Gusttavo Lima, D'stefany Lima               | 3:35    |  |
| 20. | "Volta pra Mim"                         | Gusttavo Lima                               | 2:58    |  |
| 21. | "Saudade"                               | Gusttavo Lima                               | 2:49    |  |
| 22. | "Camila"                                | Gusttavo Lima, D'stefany Lima               | 3:03    |  |
| 23. | "Eu Fui Palhaço"                        | Diego Pires                                 | 4:21    |  |
| 24. | "Faz um Milagre em Mim"                 | Joselito, Kelly Danese                      | 4:32    |  |